# ナショナル・ランソム
『ナショナル・ランソム』（National Ransom）は、2010年に発表されたエルヴィス・コステロのアルバム。

## 収録曲
1. ナショナル・ランソム - National Ransom
2. ジミー・スタンディング・イン・ザ・レイン - Jimmie Standing in the Rain
3. ステーションズ・オブ・ザ・クロス - Stations of the Cross
4. スロー・ドラッグ・ウィズ・ジョセフィーヌ - A Slow Drag With Josephine
5. ファイヴ・スモール・ワーズ - Five Small Words
6. チャーチ・アンダーグラウンド - Church Underground
7. ユー・ハング・ザ・ムーン - You Hung the Moon
8. バレッツ・フォー・ザ・ニューボーン・キング - Bullets for the New-Born King
9. アイ・ロスト・ユー - I Lost You
10. ドクター・ワトソン・アイ・プリズーム - Dr. Watson, I Presume
11. ワン・ベル・リンギング - One Bell Ringing
12. ザ・スペル・ザット・ユー・キャスト - The Spell That You Cast
13. ザッツ・ノット・ザ・パート・オブ・ヒム・ユア・リービング - That's Not the Part of Him You're Leaving
14. マイ・ラヴリー・ジザベル - My Lovely Jezebel
15. オール・ディーズ・ストレンジャーズ - All These Strangers
16. ヴォイス・イン・ザ・ダーク - A Voice in the Dark
17. アイ・ホープ - I Hope (日本盤ボーナストラック)